# Guinée équatoriale aux Jeux olympiques d'été de 2020
La Guinée équatoriale participe aux Jeux olympiques de 2020 à Tokyo au Japon. Il s'agit de leur 10e participation à des Jeux d'été.

## Athlètes engagés
| Sport      | Hommes | Femmes | Total |
| ---------- | ------ | ------ | ----- |
| Athlétisme | 1      | 1      | 2     |
| Natation   | 1      | 0      | 1     |
| Total      | 2      | 1      | 3     |

## Résultats

### Athlétisme
La Guinée équatoriale bénéficie d'une place attribuée au nom de l'universalité des Jeux. Benjamín Enzema dispute le 1 500 mètres masculin.
| Athlète         | Épreuve          | Tour préliminaire | Tour préliminaire | 1er tour      | 1er tour | Demi-finale | Demi-finale | Finale   | Finale   |
| Athlète         | Épreuve          | Temps             | Rang              | Temps         | Rang     | Temps       | Rang        | Temps    | Rang     |
| --------------- | ---------------- | ----------------- | ----------------- | ------------- | -------- | ----------- | ----------- | -------- | -------- |
| Benjamín Enzema | 1 500 m masculin | Non disputé       | Non disputé       | 3 min 48 s 17 | 14e      | Éliminé     | Éliminé     | Éliminé  | Éliminé  |
| Alba Mbo Nchama | 100 m féminin    | 13 s 86           | 8e                | Éliminée      | Éliminée | Éliminée    | Éliminée    | Éliminée | Éliminée |

### Natation
Le comité bénéficie d'une place attribuée au nom de l'universalité des Jeux. Diosdado Joaquín dispute le 50 mètres nage libre.
| Athlète          | Épreuve         | Séries | Séries | Demi-finales | Demi-finales | Finale  | Finale  |
| Athlète          | Épreuve         | Temps  | Rang   | Temps        | Rang         | Temps   | Rang    |
| ---------------- | --------------- | ------ | ------ | ------------ | ------------ | ------- | ------- |
| Diosdado Joaquín | 50 m nage libre | 31 s 3 | 73e    | Éliminé      | Éliminé      | Éliminé | Éliminé |